# Boogie With Canned Heat
Boogie With Canned Heat är ett musikalbum av gruppen Canned Heat, släppt 1968. Det var gruppens andra studioalbum. Gruppens debutalbum dominerades av bluescovers, men detta album består till största delen av originalkompositioner av olika medlemmar i gruppen. Albumet kom att bli ett av gruppens mest populära, mycket tack vare låtarna "On the Road Again" och "Amphetamine Annie". Det avslutas med "Fried Hockey Boogie", ett drygt elva minuter långt jam där varje musiker i gruppen får visa vad de går för. Varje musiker presenteras av Bob Hite och gör sedan ett solo.
En cd-utgåva av albumet släpptes 2005, innehållande sex bonusspår.

## Låtlista
1. "Evil Woman" (Larry Weiss) - 2:59
2. "My Crime" (Canned Heat) - 3:57
3. "On the Road Again" (Floyd Jones/Alan Wilson) - 5:01
4. "World in a Jug" (Canned Heat) - 3:29
5. "Turpentine Moan" (Canned Heat) - 2:56
6. "Whiskey Headed Woman, No. 2" (Bob Hite) - 2:57
7. "Amphetamine Annie" (Canned Heat) - 3:56
8. "An Owl Song" (Alan Wilson) - 2:43
9. "Marie Laveau" (Henry Vestine) - 5:18
10. "Fried Hockey Boogie" (Larry Taylor) - 11:07
Bonusspår på 2005 års cd-utgåva
11. "On the Road Again"
12. "Boogie Music"
13. "Going Up the Country"
14. "One Kind Favor"
15. "Christmas Blues"
16. "The Chipmunk Song"

## Listplaceringar
- Billboard 200, USA: #16[1]
- UK Albums Chart, Storbritannien: #5[2]
- RPM, Kanada: #20[3]